# Chocobo's Dungeon 2
Chocobo's Dungeon 2 es un videojuego de rol de 1998 desarrollado y publicado por Square para PlayStation. Es la secuela de Chocobo no Fushigina Dungeon de 1997.

## Jugabilidad
El jugador juega como Chocobo, navegando por niveles generados aleatoriamente de misteriosas mazmorras para avanzar en la historia. Cada vez que el jugador ingresa a la misma mazmorra, el camino a través del laberinto será diferente, aunque se encontrará con el mismo conjunto de monstruos. Chocobo puede tener un personaje compañero que lo ayuda a lo largo de la mazmorra, lo que generalmente se resuelve en una pelea contra un jefe. Hay varios personajes asociados, la mayoría de los cuales serán reconocibles para los veteranos de Final Fantasy, incluido Cid; una joven mago blanco, Shiroma; y Mog, un moogle. Aunque el juego es una aventura isométrica en 2D, ocasionalmente hay escenas en 3D.
Al comienzo del juego, Chocobo sólo puede llevar unos pocos objetos en su inventario. Si muere en la mazmorra, todos los elementos del inventario se perderán. A medida que avanza el juego, el jugador podrá alquilar espacio de almacenamiento en la ciudad y enviar artículos adicionales allí. Los artículos almacenados no se pierden si Chocobo muere. Las mazmorras más profundas se vuelven más difíciles y se pueden obtener elementos más poderosos.
El combate se lleva a cabo por turnos, con el jugador y el enemigo alternando sus acciones. Chocobo y su compañero pueden atacar en cualquiera de ocho direcciones diferentes. Además de atacar, los personajes también pueden usar elementos, hechizos o habilidades específicas del personaje. Estos Las acciones se pueden aumentar con plumas, que proporcionan habilidades especiales como patear objetos a través de la pared, desbloquear hechizos de área de efecto y sustituir al compañero por poderosos personajes de invocación.
Chocobo también puede equipar varias garras como armas y sillas de montar como armaduras. Las garras y las sillas de montar se pueden combinar en estufas para mejorar sus estadísticas y, con la combinación correcta, producir efectos poderosos como la capacidad de atacar en múltiples direcciones o resistencia a múltiples efectos de estado. Chocobo y su compañero también pueden asumir temporalmente la forma de algunas de las criaturas del juego mediante el uso de tónicos morfológicos o trampas, obteniendo habilidades únicas como volar sobre trampas o convertir a los enemigos en sapos.
Una vez que se ejecutan los créditos al final del juego, al jugador se le ofrece un nuevo modo en el que es posible volver a visitar cualquiera de las mazmorras como uno de los socios de Chocobo. Este segundo juego también tiene una mazmorra secreta con 30 niveles.

## Historia

### Personajes
Hay muchos personajes en Chocobo's Dungeon 2, y cada uno de ellos ayuda a Chocobo de una manera diferente en un momento del juego. Por ejemplo, la señora Bomb deja que Chocobo se quede en su casa.
Algunos personajes se unen a Chocobo y pueden ser controlados por un segundo jugador o la IA. Estos incluyen Mog, Shiroma y Cid. También hay personajes que Chocobo puede convocar recogiendo plumas, como Titán, Sílfide, Ramuh y Bahamut.

### Ambientación
Chocobo's Dungeon 2 se basa principalmente en una aldea. Hay una playa cerca del pueblo y un mar inmenso. Sobre el pueblo se alza una gran torre cubierta de hiedra, la Torre del Cid. Al norte del pueblo hay un enorme bosque, un pantano y una montaña imponente, la Montaña Nevada. A medida que avanzas en el juego, el mundo cambia varias veces.

### Trama
Al comienzo del juego, Mog lleva a Chocobo a buscar tesoros. Entran en una mazmorra llena de monstruos y Mog activa un interruptor que lo separa de Chocobo. Chocobo luego conoce al mago blanco Shiroma. Ella afirma que tiene un trabajo importante que hacer en el calabozo y se va. Entonces Chocobo vuelve a entrar al calabozo y encuentra a Shiroma nuevamente.
Shiroma decide ayudar a Chocobo a encontrar a su amigo Mog. Lo logran, pero debido a la codicia de Mog, termina hundiendo la mazmorra en el mar y destruyendo la casa de Shiroma, obligándolos a ir a una aldea cercana donde la "tía Bomb" de Shiroma permite que Mog y Chocobo se queden. Sin embargo, Shiroma es secuestrada y Chocobo debe salvarla. Chocobo recibe la ayuda del inventor local Cid después de ayudarlo a eliminar a los diablillos que se apoderan de su torre.

## Desarrollo y lanzamiento
Squaresoft anunció Chocobo's Dungeon 2 en julio de 1998, junto con planes para lanzar el juego en diciembre. Chocobo's Mysterious Dungeon, el predecesor del juego, había sido lanzado el año anterior. Chocobo's Dungeon 2 se convirtió en el primer título Mystery Dungeon lanzado fuera de Japón. IGN se sorprendió de que se eliminara la palabra "misterioso" del título y se preguntó por qué el juego se lanzaría en Estados Unidos, ya que el título anterior tuvo ventas moderadas en Japón y el original nunca se había lanzado fuera de Japón. También señalaron que parecía generar la menor cantidad de "fanfarria" o atención de la prensa de los anuncios de Square en el Tokyo Game Show de 1999.
Longtime Chocobo character designer Toshiyuki Itahana made designs and models for the protagonist of Chocobo's Dungeon 2. La música fue compuesta por Kenji Ito y fue bien revisada por RPGFan, diciendo que la música era alegre, agradable y que no se podían "omitir" ninguna pista.
El juego fue lanzado en Japón el 23 de diciembre de 1998, y se suponía que sería lanzado en Norteamérica el 12 de enero de 2000, antes de que la fecha se adelantara al 17 de diciembre de 1999. En el lanzamiento, el juego venía repleto de demostraciones de juegos como Parasite Eve o Bushido Blade 2. Se planeó una versión del juego para WonderSwan Color, pero nunca se lanzó.

## Recepción
El juego recibió críticas promedio. Chris Charla de NextGen se mostró generalmente positivo con el juego, a pesar de señalar que el juego no aporta nada nuevo al género. En Japón, Famitsu le dio una puntuación de 33 sobre 40.
David Zdyrko de IGN calificó el juego de "aburrido" y dijo que "carece de casi todas las características que son importantes en una experiencia de juego de rol magistral". Andrew Vestal de GameSpot elogió el diseño gráfico de la importación japonesa, calificándolo de entrañable y elogiando la rejugabilidad de dicha importación.  George Ngo de GameFan llamó al juego " "de ritmo lento, monótono y sombrío", diciendo que el juego es repetitivo y aburrido, y describiendo las mazmorras como monocolores. E. Coli de GamePro dijo que  Chocobo's Dungeon 2 está dirigido principalmente a un público más joven debido a la ternura del juego, y también dice que los jugadores experimentados no encontrarán nada nuevo en él.
Famitsu calificó el juego como el 53.º mejor juego de PlayStation en noviembre de 2000.

### Legado
Los diseñadores de Square Enix consideraron basar Chocobo's Mystery Dungeon Every Buddy!, una remasterización de 2019 del juego de Wii Final Fantasy Fables: Chocobo's Dungeon, alrededor de Chocobo's Dungeon 2, ya que fue citado como uno de los juegos de Chocobo Dungeon más populares de la serie. La criatura enemiga Skull Hammer fue incorporada a ese port.